# Július Hudáček
Július Hudáček, född 9 augusti 1988 i Spišská Nová Ves, Socialistiska republiken Slovakien, Tjeckoslovakien, 
är en slovakisk professionell ishockeymålvakt.
Hudáček spelar för Severstal Tjerepovets. Han har tidigare spelat i bland annat Frölunda HC och Örebro HK. Från säsongen 2017/2018 spelar Hudáček i Severstal Tjerepovets.

## Biografi
Hudáček har spelat tre säsonger för slovakiska HC Košice, med vilka han vunnit lika många slovakiska mästerskap. Inför säsongen 2011/2012 skrev han på ett ettårskontrakt med Södertälje SK. Han svarade för en stabil säsong, då han på sina 43 matcher hade en räddningsprocent på 92,6.
Den 11 maj 2012 skrev han på ett ettårskontrakt för Frölunda HC. Efter en succéartad säsong i Frölunda skrev Hudáček på för det ryska KHL-laget HK Sibir Novosibirsk. Sejouren i Novosobirsk blev däremot inte lika lyckad och Hudáček fick sparken efter en match. Två månader senare signerade Hudáček ett kontrakt med det tjeckiska Extraliga-laget HC Pardubice.
Den 10 april 2014 återvände Hudáček till Sverige och skrev på för Örebro HK i SHL. Från säsongen 2015/2016 var Július Hudáček klubbkamrat i Örebro HK med sin yngre bror Libor Hudáček. Säsongen 2014/2015 utsågs Hudáček vid SHL Awards till "Årets Målvakt" och "Mest Värdefulla Spelare". Julius Hudáček bröt ömsesidigt tillsammans med klubben sitt kontrakt, vilket sträckte sig även över säsongen 2017/2018.
Under sin tid i klubben bidrog målvakten Hudáček starkt till att göra Örebro Hockey viralt. Efter varje hemmaseger bjöd han på spektakulära och underhållande "Hudashows" på isen – något som snabbt blev en favorit bland både publiken i Behrn Arena och tittare världen över via YouTube och sociala medier.

### Fotnoter
1. ↑  Bodin, Uffe (9 maj 2012). ”Ryktet: Hudacek överens med Frölunda”. Hockeysverige. Arkiverad från originalet den 13 april 2014. https://web.archive.org/web/20140413155022/http://old.hockeysverige.se/article/13131437/ryktet-hudacek-overens-med-frolunda. Läst 10 april 2014.
2. ↑  Martin, Ericsson (15 april 2013). ”Hudacek klar för ny klubb”. Webbsporten. Arkiverad från originalet den 25 april 2014. https://web.archive.org/web/20140425185628/http://www.webbsporten.se/hockey-nyheter/KHL/hudacek-klar-for-ny-klubb-2013-04-15-170143.htm. Läst 10 april 2014.
3. ↑  Janlind, Fredrik (18 september 2013). ”Hudacek fick sparken efter en match”. Göteborgs-Posten. Arkiverad från originalet den 20 september 2013. https://web.archive.org/web/20130920225807/http://www.gp.se/sport/ishockey/1.2046395-hudacek-fick-sparken-efter-en-match. Läst 10 april 2014.
4. ↑  Bodin, Uffe (20 november 2013). ”Nu har Hudacek hittat ny klubb”. Hockeysverige. Arkiverad från originalet den 13 april 2014. https://web.archive.org/web/20140413142237/http://old.hockeysverige.se/article/14892664/nu-har-hudacek-hittat-ny-klubb. Läst 10 april 2014.
5. ↑  Gullbrand, Johannes. ”Örebro Hockey presenterade fyra nya spelare”. SHL. http://www.shl.se/artikel/51079/. Läst 10 april 2014.
6. ↑  ”Julius Hudacek blev Årets Målvakt & MVP”. orebrohockey.se. http://www.orebrohockey.se/artikel/im6zainrx-3afc1/julius-hudacek-blev-arets-malvakt-mvp. Läst 5 mars 2017.
7. ↑  ”Nyheter i truppbygget: Fem spelare går vidare”. orebrohockey.se. http://www.orebrohockey.se/artikel/op30aj07w-3afc1/nyheter-i-truppbygget-fem-spelare-gar-vidare. Läst 13 mars 2017.
8. ↑  ”Örebro Hockey”. https://www.hockeyplus.se/lag/orebro/.